# Emilio Rodríguez Ayuso
Emilio Rodríguez Ayuso (Madrid, 28 de septiembre de 1845-Madrid, 12 de noviembre de 1891) fue un arquitecto español.

## Biografía
Nació el 28 de septiembre de 1845 en Madrid. Considerado como principal figura y primer impulsor —junto a Álvarez Capra— del estilo neomudéjar, debido a su proyecto de la desaparecida plaza de toros de Goya, construida en Madrid en 1874 y derribada en 1934 en el solar que ocupa actualmente el Palacio de los Deportes. Este edificio sirvió de inspiración para otros cosos taurinos posteriores. Otra de sus obras más conocidas son las Escuelas Aguirre, de 1884, situadas también en Madrid. Otra espléndida obra es el palacete del marqués de Núñez que data de entre 1878 y 1880 o el algo posterior del duque de Anglada, demolido en 1970. Falleció el 12 de noviembre de 1891 en Madrid.
Tiene dedicada una calle en esta misma ciudad, en el barrio de Canillejas.

## Obras
- Palacio del Duque de Anglada[2][4] (desaparecido)
- Escuela Modelo de Madrid[2]
- Plaza de toros de Madrid (junto a Álvarez Capra)[5] (desaparecida)
- Escuelas Aguirre[6] (actual Casa Árabe)
- Casa del doctor Núñez (calle Eloy Gonzalo nº 5)[4]

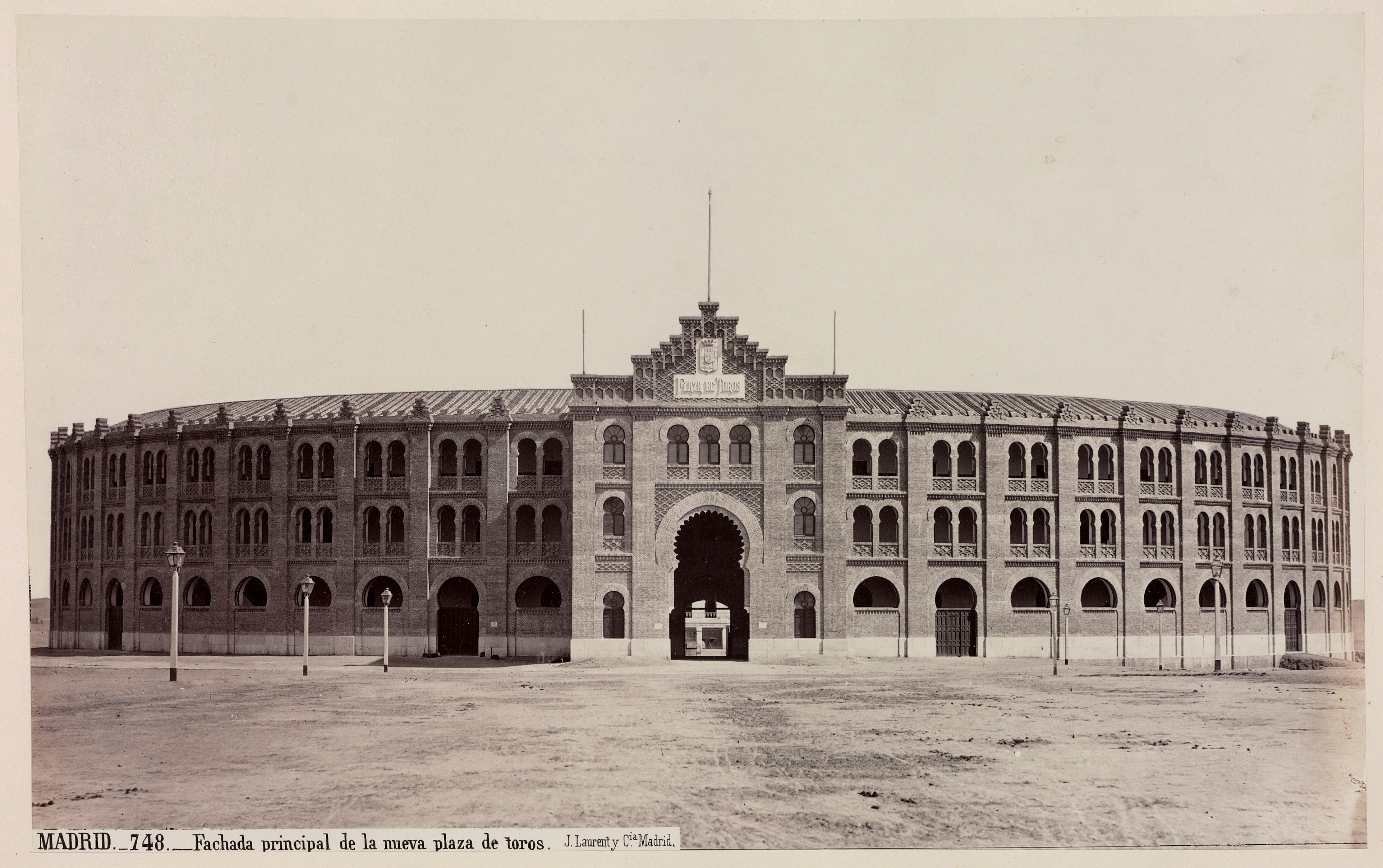
Fotografía de J. Laurent de la desaparecida plaza de toros de Goya
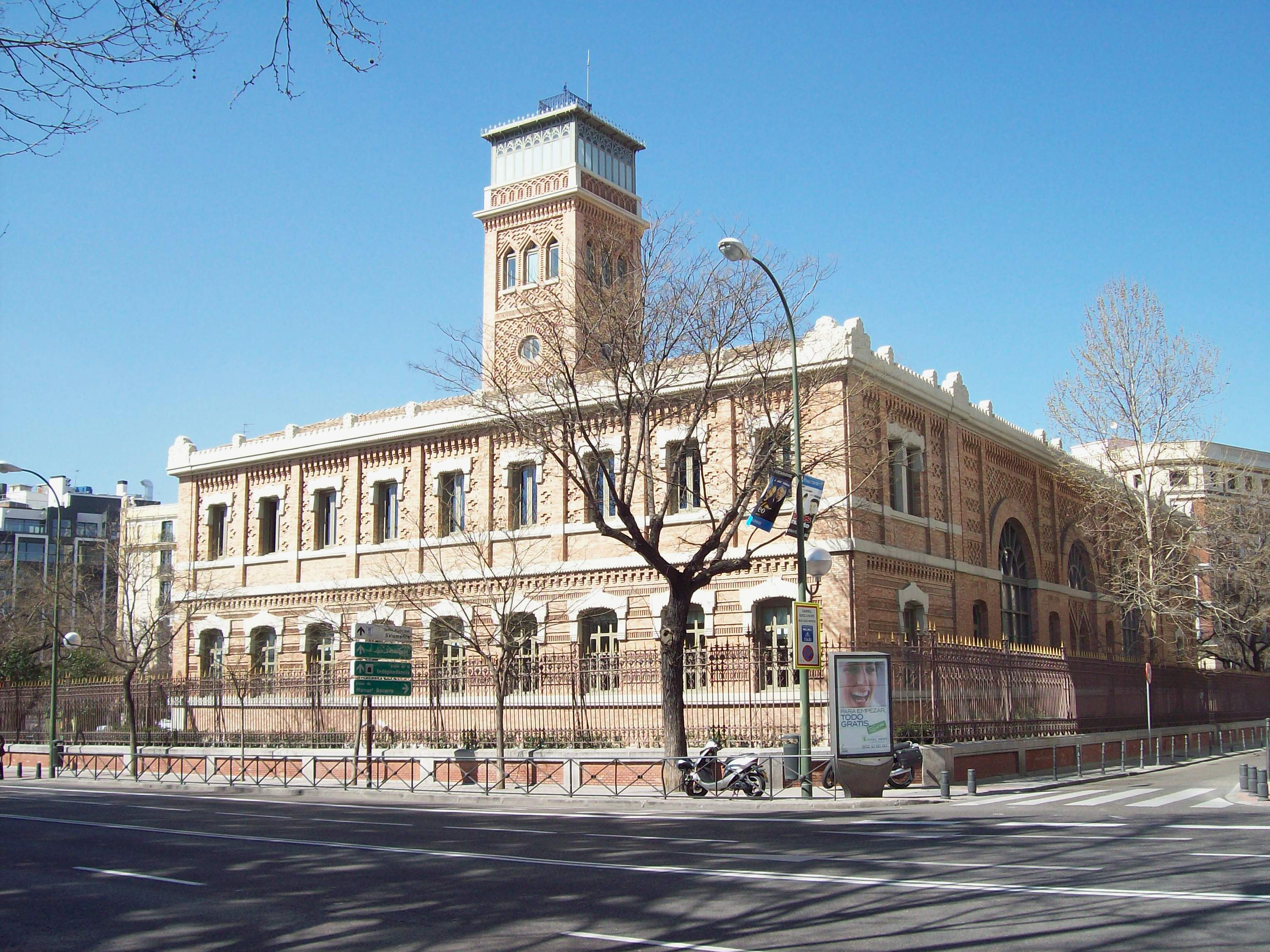
Antiguas Escuelas Aguirre, calle Alcalá. Actual Casa Árabe.
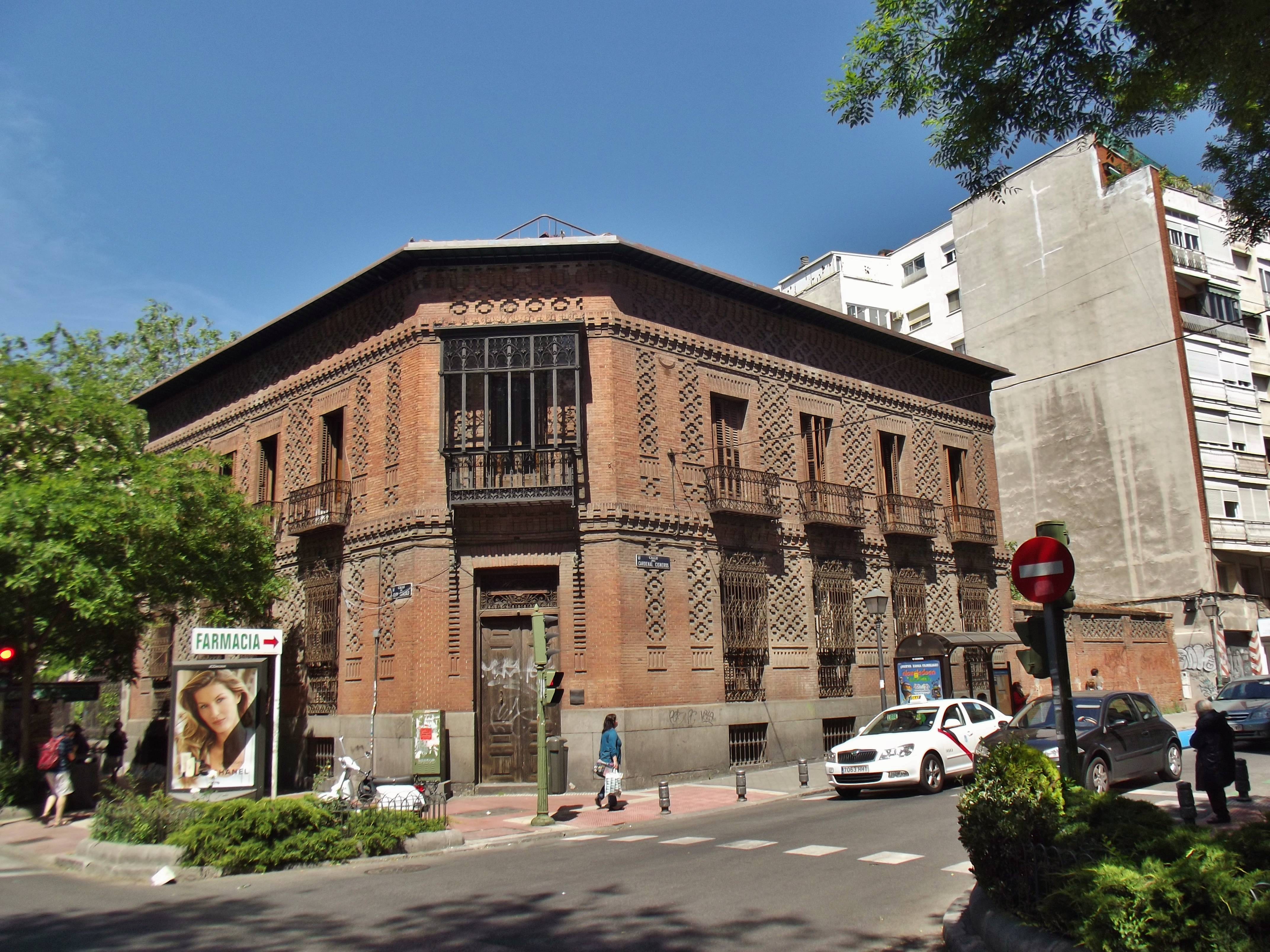
Nº 5 de la calle de Eloy Gonzalo; la «casa del doctor Núñez».